# Antonio Guidi di Bagno (1785-1865)

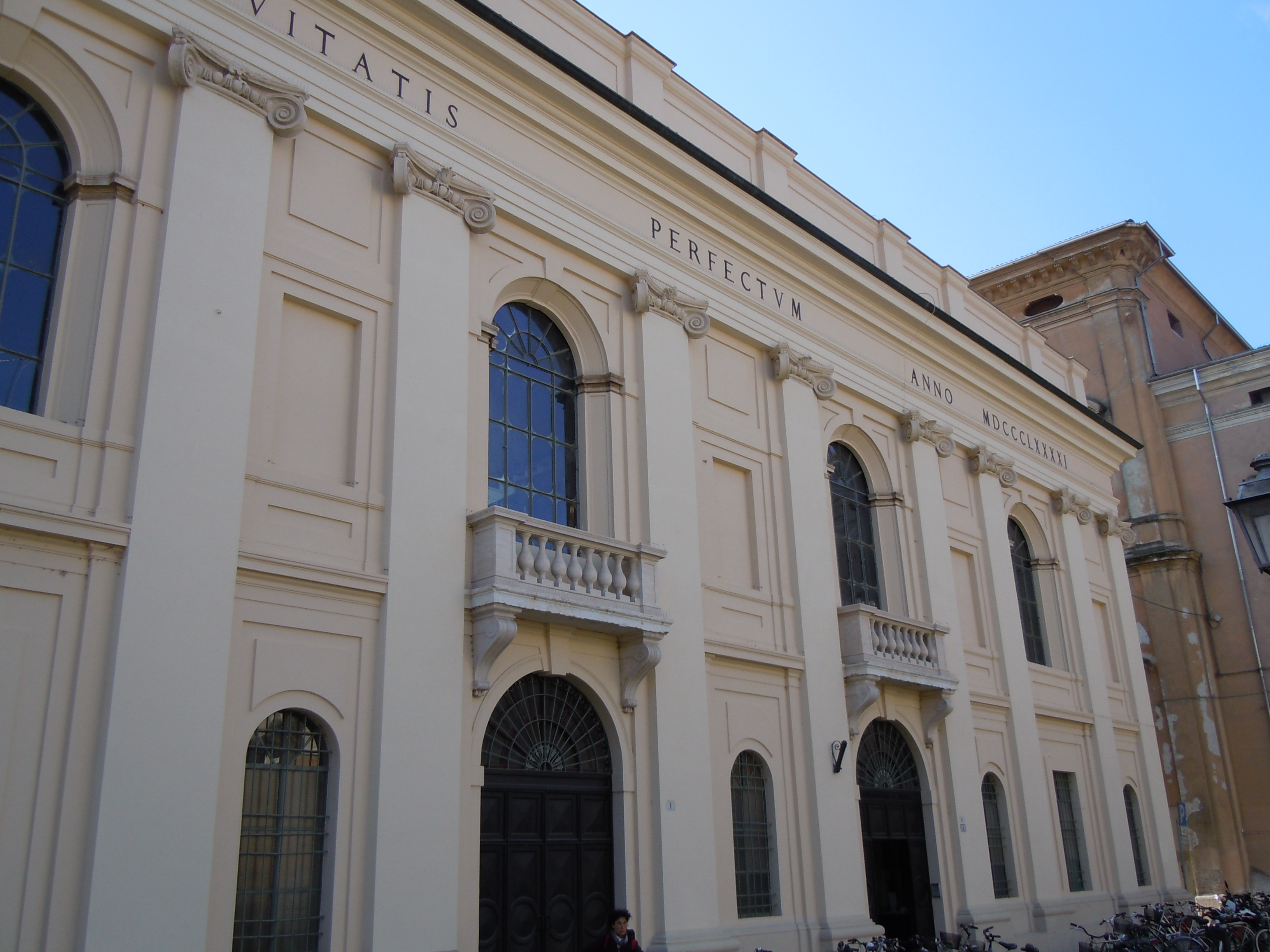
Mantova, Palazzo dell'Accademia nazionale virgiliana

Antonio Guidi di Bagno (Mantova, 1785 – Mantova, 1865) è stato un letterato italiano.

## Biografia
Il marchese Antonio Guidi di Bagno fu podestà di Mantova dal 1816 al 1823.
Ricoprì l'incarico di Presidente dell'Accademia nazionale virgiliana di Mantova dal 1847 al 1865 e venne nominato non dai soci ma direttamente dall'imperatore Francesco Giuseppe. Dopo il periodo napoleonico e dopo il ritorno degli austriaci a Mantova nel 1814, Di Bagno, tra il 1861 e il 1865 riorganizzò l’istituzione, che nel 1863 riprese la sua attività pubblicando Atti e memorie.